# Iso-Kankinen
Iso-Kankinen är en ö i Finland. Den ligger i sjön Päijänne och i kommunen Sysmä i den ekonomiska regionen  Lahtis ekonomiska region  och landskapet Päijänne-Tavastland, i den södra delen av landet, 160 km norr om huvudstaden Helsingfors. Öns area är 1 hektar och dess största längd är 150 meter i nord-sydlig riktning.